# Université Temple
L'université Temple (en anglais : Temple University) est une université américaine située à Philadelphie en Pennsylvanie.
Fondée par Russell Conwell en 1884, elle compte environ 39 000 étudiants (c'est le 28e plus gros campus des États-Unis) en droit, éducation, média, communication, commerce, médecine, art, musique, etc.

## Histoire
L’école a été fondée en 1884 sous le nom de Temple College par le pasteur baptiste et avocat Russell Conwell de l’Église baptiste de la grâce de Philadelphie (Églises baptistes américaines USA) . En 1907, elle est devenue une université. En 1965, elle est devenue une organisation publique.

## Personnalités liées à l'université

### Étudiants
- Margaret Katherine Majer